# クリトのアンドレイ
クリトのアンドレイ（650年頃 - 8世紀、希: Ο άγιος Ανδρέας ο Κρήτης, 露: Святой Андрей Критский, 英: Saint Andrew of Crete）は、正教会の聖人（大主教・成聖者・克肖者）であり、聖歌作者（作詩者）、神学者。
記事名の転写は教会スラヴ語に由来する、日本正教会の祈祷書等で用いられているもの。「クリト」はクレタ島のこと。アンドレイはギリシャ語からはアンドレアスと転写出来る。
14歳の時、エルサレム近くのマル・サバ（聖サバス）修道院で修道士となった。才能と徳を認められ、エルサレム総主教庁の秘書を務めた後、ユスティニアノス2世の時代にクレタ島（クリト）のゴルティナ（Γόρτυνα）の主教に叙聖された。
教会の公務のためコンスタンディヌーポリ（コンスタンティノープル）に行った後、クレタ島に帰る途中でミティリーニで永眠。永眠年は史家によって異なるものが伝えられている。
大斎の第一週の月曜から木曜までの晩堂大課、および第五週木曜日に歌われる、250の讃詞を含む9歌頌から構成され豊富な精神的かつ神学的な内容を含む、長大なクリトの聖アンドレイの大カノンの作者（作詩者）として知られる。他にもたくさんの各種斎日・祭日の聖歌（祈祷文）を作成した。こうした聖歌・祈祷文作成の伝統は、ダマスコのイオアンなどにも継承された。